# (742) Edisona
(742) Edisona ist ein Asteroid des Hauptgürtels, der am 23. Februar 1913 vom deutschen Astronomen Franz Kaiser in Heidelberg entdeckt wurde.
Der Name ist abgeleitet vom berühmten US-amerikanischen Erfinder Thomas Alva Edison.